# 科技园街道
科技园街道是中华人民共和国河南省洛陽市洛龙区下辖的一个街道办事处。

## 行政区划
科技园街道下辖以下村级行政区划单位：
后河村、白村、黄屯村、青杨屯村、庞屯村、东霍屯村、霍屯村、邢屯村、梁屯村、油房头村、小营村、侯城村、王屯村、小李屯村、溢坡村、毕沟村和科技园区社区。